# François Duchiński
 (août 2018).
Si vous disposez d'ouvrages ou d'articles de référence ou si vous connaissez des sites web de qualité traitant du thème abordé ici, merci de compléter l'article en donnant les références utiles à sa vérifiabilité et en les liant à la section « Notes et références ».
François Henri Duchiński, né en 1816 à Kiev et mort le 13 juillet 1893 à Paris, est historien, ethnographe, homme politique polonais, auteur d’une hypothèse sur les origines non slaves de la Russie et ardent adversaire des panslavistes

## Biographie
Franciszek est le fils de Franciszek et Zofia Bojarska. Participant à l'insurrection polonaise de 1863 contre le tsar, il est obligé de fuir la Pologne et s'exile en France.
Il épouse l'écrivaine Seweryna Zochowska.
Il est cofondateur de la Société d’anthropologie et d’ethnographie polonaise de Paris, constitué en avril 1878 avec pour but « l’étude scientifique de toutes les populations qui peuvent, à titre quelconque, être rattachées à la nationalité polonaise. » En réalité, son activité se limite à l’organisation d’une exposition polonaise lors de l’exposition universelle de 1878. L'objectif principal de l’exposition présentée en 1878 est de montrer au monde entier que la Pologne existe toujours.
Franciszek Duchiński est le président de la société, et son appartement parisien en est même le siège légal. Edward Landowski (1839-1882), médecin et anthropologue, autre insurgé de 1863 et connu plus tard pour son organisation du traitement de la tuberculose en Algérie, est secrétaire général, et Teofil Chudziński, son secrétaire ordinaire.
Société est également soutenue par de nombreuses personnalités éminentes de l’émigration, parmi lesquelles les anthropologues Edward Goldstein (1844-1920) et Sigismond Zaborowski-Moindron (1851-1928), Władysław Mickiewicz (1838-1926) fils du poète, le sculpteur Cyprian Godebski (1835-1909), le professeur de lettres et traducteur Venceslas Gasztowtt (1844-1920) et de nombreux artistes et ingénieurs. Paul Topinard en est le président honoraire.
Le rapprochement franco-russe, à compter des années 1890, oblige les Duchiński à quitter la France durant plusieurs années.
Il est mort à Paris le 13 juillet 1893.

## Publications
- 1855 : La Moscovie et la Pologne
- 1858-1861 : Zasady dziejów Polski i innych krajów słowiańskich i Moskwy en 3 tomes
- 1863 :Dopełnienie do trzech części zasad dziejów
- 1861 : Origine slave - Pologne et Ruthénie
- 1884 : Peuples aryâs et tourans, agriculteurs et nomades, nécessité des réformes dans l’exposition de l’histoire des peuples aryâs-européens et tourans, particulièrement des Slaves et des Moscovites. Paris, F. Klincksieck